# Rohrau
Rohrau est une commune (Marktgemeinde) de Basse-Autriche, dans le district de Bruck an der Leitha, en Autriche. Sa population est de 1.600 habitants (2019).
C'est la ville natale du compositeur Joseph Haydn et de son frère Michael Haydn. Leur père Mathias Haydn y était juge cantonal.

## Géographie
La ville se trouve près de la capitale de Vienne sur la rive nord-ouest de la Leitha, entre le Danube au nord et le lac de Neusiedl au sud. La rivière Leitha fait la frontière de la Basse-Autriche avec le Land de Burgenland au sud-est ; la frontière nationale avec la Hongrie et la Slovaquie s'étend à quelques kilomètres à l'est.
La commune comprend 4 communautés cadastrales :
- Gerhaus
- Hollern
- Pachfurth
- Rohrau

## Histoire
Au temps des Romains, la zone sur la rive gauche de la Leitha se situait entre la ville de Carnuntum et le passage de la rivière à Bruck au sud-ouest.
Vers l'an 800, les forces franciques de Charlemagne ont pu chasser les tribus des Avars du territoire à l'ouest de la Leitha, que le peuple des Bavarii occupait lors de la période suivante. La rivière limitrophe Lithaha est mentionnée pour la première fois dans un acte de Louis II, petit-fils de Charlemagne et roi de Bavière, en 833. À la fin du IXe siècle, les Magyars prennent possession de la plaine de Pannonie à l'est ; leurs provocations par la voie des armes sur le territoire de la Francie orientale ont pris fin après la bataille du Lechfeld en 955. Pour garantir la frontière avec la Hongrie sur la Leitha, l'empereur Otton II plaça le margraviat d'Autriche (en vieux haut allemand : Ostarrîchi) sous l'administration du comte Léopold Ier de Babenberg en 976.

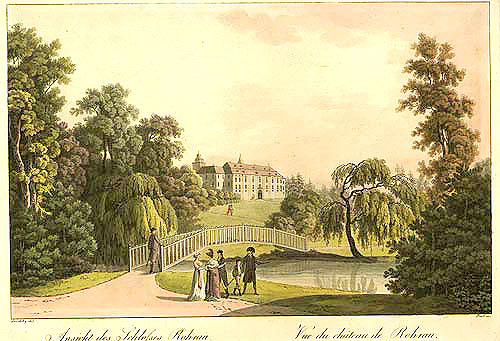
Vue du château de Rohrau, vers 1800.

Au XIIe siècle, les domaines autour de Rohrau sont détenus par la famille comtale de Cham-Vohburg, partisans de la dynastie franconienne. Le château de Rohrau fut mentionné pour la première fois vers l'an 1240 ; à cette date la propriété de la maison de Liechtenstein. La lignée à Rohrau s'éteignit en 1278 et vers l'an 1400, le duc Guillaume d'Autriche voulait saisir le fief en faveur de son frère cadet Ernest et la maison de Habsbourg. Néanmoins, le comte Herman II de Celje a réussi à obtenir la seigneurie accordée par le roi Venceslas. Peu après, le roi Robert assigna Rohrau aux comtes de Montfort.
Les Montfort avaient pour fief le manoir jusqu'en 1524, après que le noble Léonard III de Harrach obtient la seigneurie. La noble famille de Harrach avait été élevée au rang de barons du Saint-Empire par l'empereur Charles V en 1522, elle a également acquis les domaines voisins de Bruck. Léonard IV de Harrach (1514–1590) soutient les mesures prises par les Hasbsourg pour promouvoir la Contre-Réforme ; en échange, il a été nommé baron du Saint-Empire par le roi Ferdinand Ier et fut enlevé à l'ordre de la Toison d'or par Philippe II d'Espagne en 1585. Charles Léonard de Harrach (1570–1628), né à Rohrau, le beau-père d'Albrecht von Wallenstein, fut élevé au comte du Saint-Empire (Reichsgraf) par l'empereur Ferdinand II.
Le château de Rohrau était dévasté par les forces ottomanes pendant la Longue Guerre en 1593. Les Harrach ont fait bâtir le château en style baroque ; aujourd'hui, il est possédé par la famille de Waldburg-Zeil. Le bâtiment abrite une riche collection de tableaux du XVII et XVIIIe siècle.
Le célèbre compositeur Joseph Haydn est né le 31 mars 1732 dans la maison que son père Mathias Haydn, un charron et un juge au service des Harrach, avait fait construire quelques années plus tôt. À l'âge de six ans, il a quitté Rohrau pour apprendre les rudiments de la musique auprès de son cousin Johann Mathias Franck, maître d'école à Hainburg.